# NGC 3019
NGC 3019 je galaksija u zviježđu Lavu.

## Vanjske poveznice
- SEDS: NGC 3019